# Semjon Grigorjewitsch Gindikin
Semjon Grigorjewitsch Gindikin (russisch Семён Григорьевич Гиндикин, englische Transkription Simon Gindikin; * 7. Dezember 1937 in Moskau) ist ein russischer Mathematiker, der sich mit Differentialgeometrie, Darstellungstheorie von Lie-Gruppen, Integralgeometrie und Funktionentheorie mehrerer komplexer Variabler befasst.

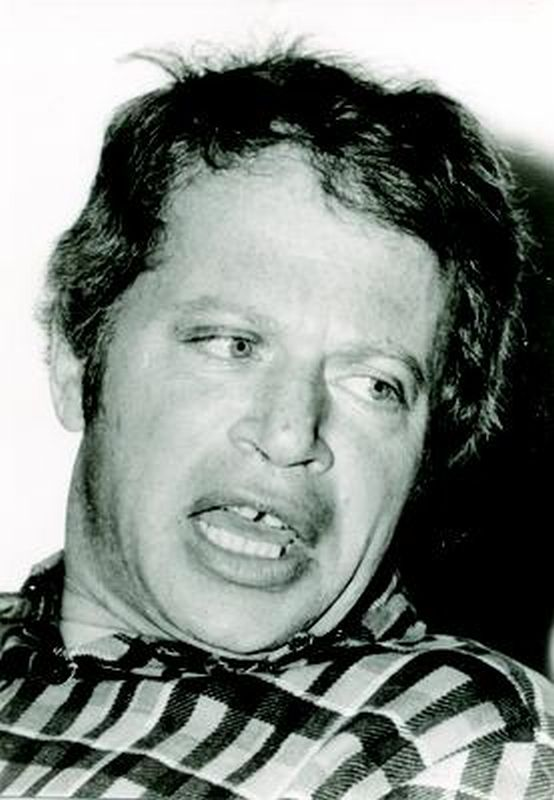
Gindikin 1984

Als Schüler nahm Gindikin an mehreren Mathematikolympiaden teil (und errang einen Dritten Platz) und begann 1954 sein Studium in Moskau am Pädagogischen Institut (unter anderem bei Naum Wilenkin und Pjotr Sergejewitsch Nowikow). Ab 1955 hörte er auch (inoffiziell) an der Lomonossow-Universität. Er besuchte 1957 das Seminar von Eugene Dynkin über differenzierbare Mannigfaltigkeiten und Lie-Gruppen und später das Seminar von Israel Gelfand. Er wurde 1962 bei Alexander Buchstab am Pädagogischen Institut promoviert über mehrdimensionale Integralformeln für symmetrische Räume, die Formeln von L. K. Hua erweiterten. Dabei arbeitete er insbesondere mit  Ilja Pjatetskij-Shapiro zusammen. 1987 habilitierte er sich (russischer Doktortitel) am Leningrader Steklow-Institut. 1988 konnte er auf Einladung von Roger Penrose das erste Mal in den Westen ausreisen, auf eine Konferenz in Durham (Gindkin arbeitete auch über die Penrose-Transformation und Twistoren). Später wurde er Professor an der Rutgers University.
In den 1960er Jahren gab er mit Friedrich Karpelewitsch eine Formel für die c-Funktion von Harish-Chandra, die in der Darstellungstheorie halbeinfacher Lie-Gruppen eine Rolle spielt. In der zweiten Arbeit von 1966 führten sie Intertwining Operators ein.
Anfangs befasste er sich auch mit Logik (unter dem Einfluss von Nowikow).
Er war Mitherausgeber der Gesammelten Werke von Ilja Pjatetskij-Shapiro und Gelfand.
1963 erhielt er den Preis der Moskauer Mathematischen Gesellschaft.

## Schriften
- Tales of mathematicians and physicists, Springer Verlag 2007 (zuerst 1981)
- mit Israel Gelfand, Mark Graev Selected topics in integral geometry, American Mathematical Society 2003
- Applied problems of Radon transform, American Mathematical Society 1994
- mit Leonid Volevich Distributions and convolution equation, Gordon and Breach 1992
- mit Volevich The method of Newton's polyhedron in the theory of partial differential equations, Kluwer 1992
- Tube domains and the Cauchy problem, American Mathematical Society 1992
- Algebraic Logic, Springer 1985

als Herausgeber
- Herausgeber mit Gennadi Khenkin: Algebraic aspects of complex analysis, Band 4 der Reihe Several Complex Variables der Encyclopaedia of mathematical sciences im Springer Verlag 1990
- Herausgeber mit anderen Functional analysis on the eve of the 21st century: in honor of the 80th birthday of I. M. Gelfand, 2 Bände, Birkhäuser 1995
- Herausgeber Lie Groups and symmetric spaces: in Memory of F. I. Karpelevich, American Mathematical Society 2003
- Herausgeber Lie groups and Lie algebras: E. B. Dynkin's seminar, American Mathematical Society 1995
- Herausgeber Singularity theory and some problems of functional analysis, American Mathematical Society 1992
- Herausgeber Mathematical methods of analysis of biopolymer sequences, American Mathematical Society 1992
- Herausgeber 75 years of radon transform, Cambridge, International Press 1994 (Proc.Conf. Erwin Schrödinger Institut Wien 1992)